# Гай Юлий Ювенал
Гай Юлий Ювенал (лат. Gaius Iulius Iuvenalis) — римский политический деятель второй половины I века.
С марта по апрель 81 года Ювенал занимал должность консула-суффекта вместе с Марком Росцием Целием. Больше о нём ничего неизвестно.